# Karel Farský

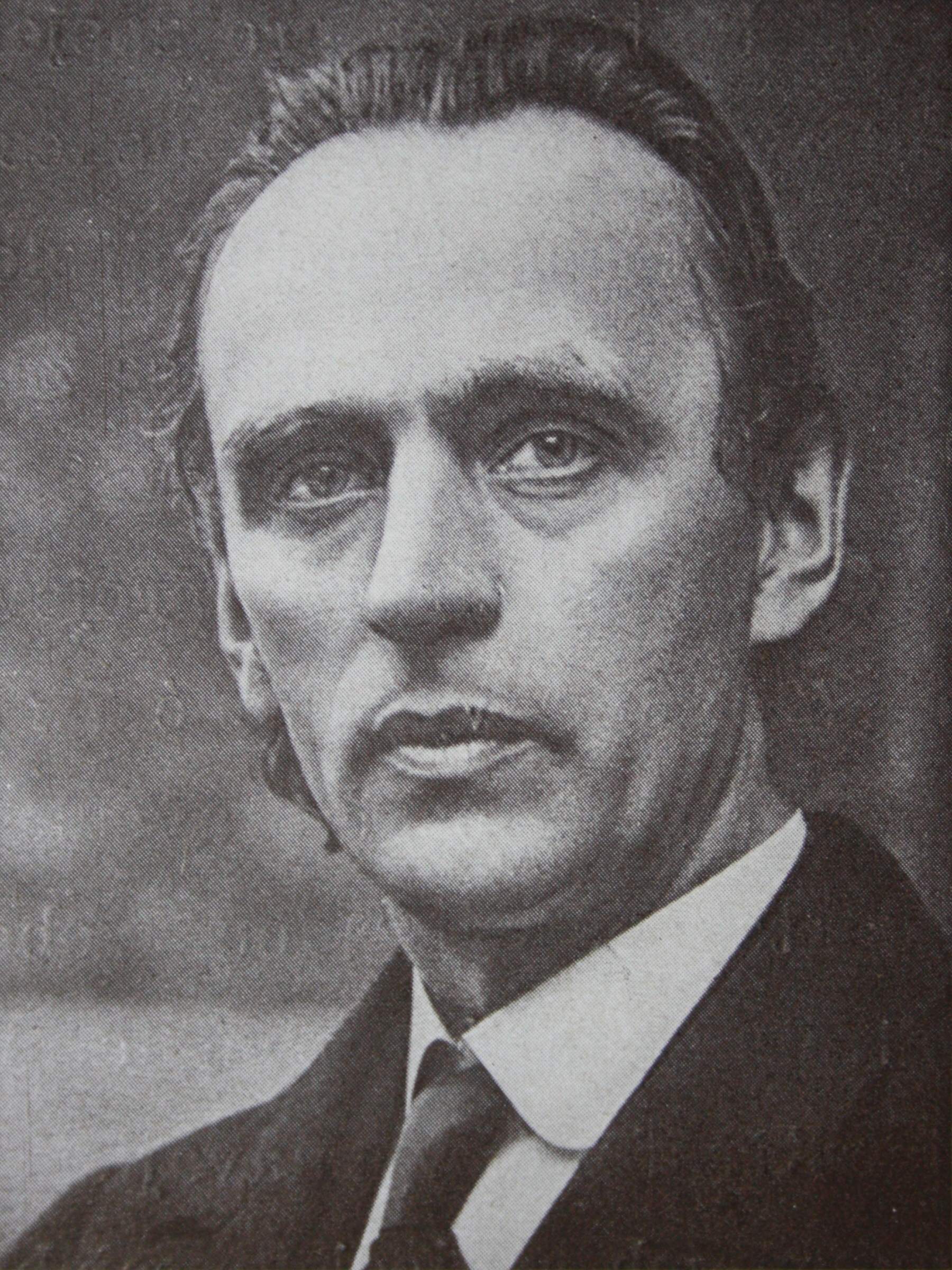
Karel Farský

Karel Farský (* 26. Juli 1880 in Škodějov bei Semily, Böhmen; † 12. Juni 1927 in Prag) war ein tschechischer Priester der römisch-katholischen Kirche sowie Gründer und erster Patriarch der 1920 errichteten Tschechoslowakischen Hussitischen Kirche.

## Leben
Karel Farský war der Sohn von František Farský und dessen Ehefrau Johanna, geborene Bochova. Er besuchte die Grundschule in Roprachtice und anschließend das Akademische Gymnasium in Prag, wo er 1900 maturierte. In den Jahren 1900 bis 1904 studierte er an der Theologischen Fakultät der Karls-Universität Prag und empfing am 29. Juni 1904 die Priesterweihe. Von 1904 bis 1906 wirkte er als Kaplan in Ostrov nad Ohří (Schlackenwerth), danach war er als wissenschaftlicher Assistent an der Universität Prag tätig. Farský wurde am 4. Dezember 1909 mit einer Dissertation über De Divinatione et magia in Sancta Scriptura (Über Wahrsagerei und Magie in der Heiligen Schrift) zum Doktor der Theologie promoviert. Anschließend arbeitete er von 1910 bis 1914 als Religionslehrer am I. und II. Gymnasium in Prag, danach von 1914 bis 1919 am II. Gymnasium in Pilsen.
Nach einem Konflikt über seine Mitgliedschaft und den Vorsitz der Priestervereinigung Jednota (Einheit) und deren radikalen Flügel Ohnisko (Brennpunkt), die im Antimodernismusstreit Ideen des von den innerkirchlichen Gegnern so genannten Modernismus vertrat, verließ Farský Pilsen und fand eine Anstellung im Kirchensekretariat des tschechoslowakischen Bildungsministeriums. Er begründete am 8. Januar 1920 die Tschechoslowakische Kirche als Episkopal- und Nationalkirche, die sich seit 1971 Tschechoslowakische Hussitische Kirche nennt. Die staatliche Anerkennung erhielt die Kirche am 15. September 1920. Farský war in der Anfangszeit Vorsitzender der Kirchenleitung und wurde vom ersten ordentlichen Kongress 1924 zum Bischof von Westböhmen und Patriarchen der Kirche gewählt.